# پیریدوکسامین
پیریدوکسامین (به انگلیسی: Pyridoxamine)  یک ترکیب شیمیایی با شناسه پاب‌کم ۱۰۵۲ است. 